# Монастирська Пашня
Монастирська Пашня (рос. Монастырская Пашня) — присілок в Красноборському районі Архангельської області Російської Федерації.
Населення становить 213 осіб. Входить до складу муніципального утворення Телеговське сільське поселення.

## Історія
Від 2004 року входить до складу муніципального утворення Телеговське сільське поселення.

## Населення
| 2010 |
| ---- |
| 213  |